# Apache (personaje)

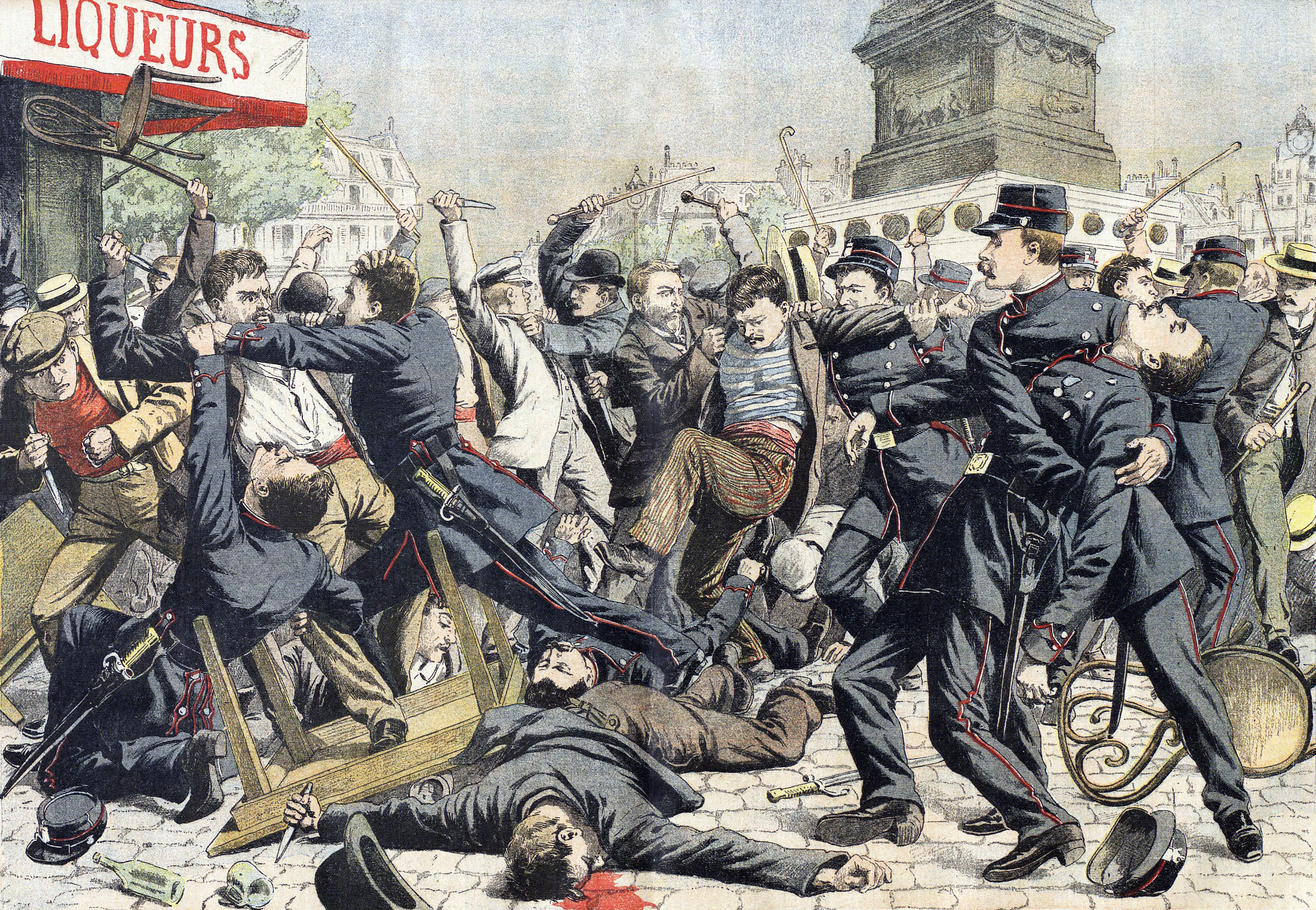
Apaches en lucha con policías. París, 1904.

Apache fue el nombre utilizado en las dos primeras décadas del siglo XX en París, como resultado de una construcción y divulgación de la prensa, para describir a los integrantes de ciertas bandas de delincuentes, aunque en la postguerra de la Primera Guerra Mundial pasó a utilizarse como expresión antiestadounidense. En los primeros años del siglo XX, el vocablo se difundió en el argot policial en Argentina para aplicarlo a algunos delincuentes que, procedentes de Francia y principalmente vinculados al proxenetismo, se asemejaban en su actividad y vestimenta a los "apaches" de aquel país, al mismo tiempo que la palabra también era usada por los letristas de tango de la época.

## Origen en Francia
En 1902, dos periodistas en París, Arthur Dupin de Le Petit Journal y Víctor Morris comenzaron a llamar apaches a los pequeños delincuentes y matones jóvenes de la Rue de Lappe y a los proxenetas del Belleville, que diferían de los otros integrantes de los bajos fondos por su disposición a exhibirse públicamente.

## Descripción
Los apaches se movían en grupo, con una vestimenta que les permitía distinguirse; el elemento más importante de la misma eran los zapatos, que debían siempre estar brillantes, especialmente ante los ojos de su banda o de su amada. 

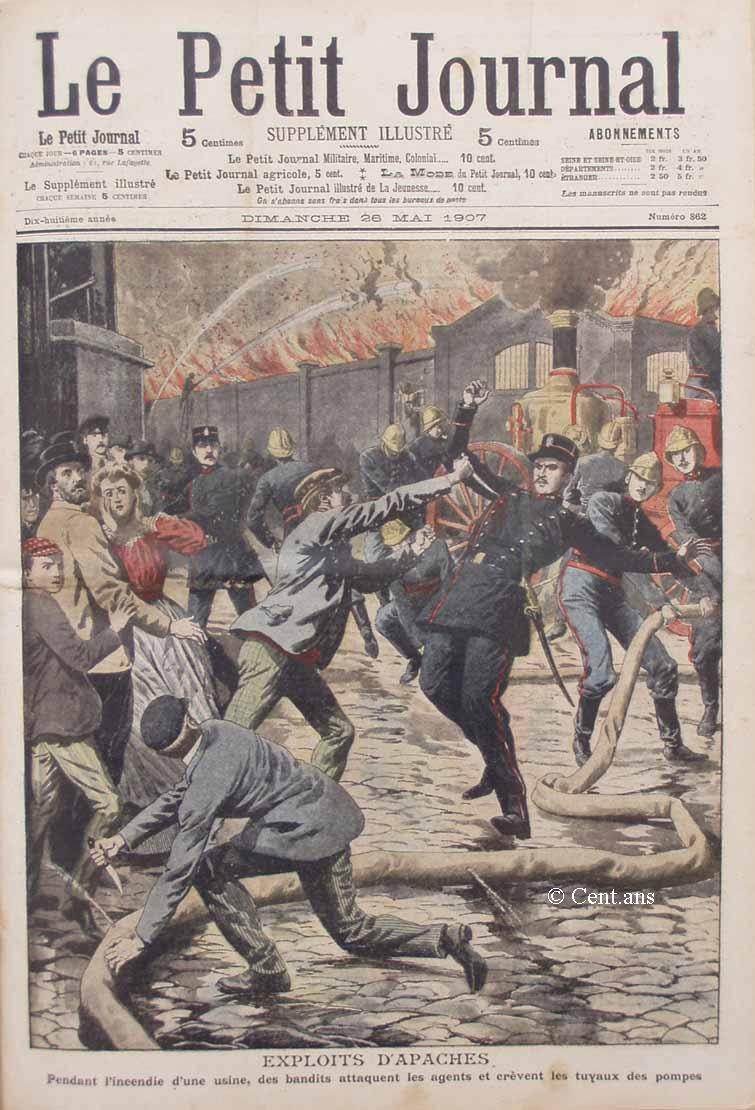
Mientras una fábrica se incendiaba, los apaches atacaban a la policía y cortaban las mangueras de los bomberos.
Le Petit Journal del 26 de mayo de 1907.

El apache no vacilaba ante nada para apoderarse del par de botas amarillas, que era todavía más importante que su chaqueta de alpaca negra semiabierta sobre su camisa arrugada o un suéter a rayas y un pantalón ajustado en la cintura y los muslos, que se ensanchaba en las piernas y los tobillos, un cinturón de franela roja, y la gorra con visera encasquetada sobre un cuello afeitado y con el pelo liso y engrasado con rizos sobre las sienes. Para sustentarse practicaban, de acuerdo a su edad y experiencia, la estafa callejera del trile, el proxenetismo o el cuento del tío. Algunos también eran particularmente violentos y podían llegar a cometer homicidios. Las mujeres tenían presencia y un papel activo en los delitos atribuidos a los apaches y se decía de las mismas que tenían actitudes liberales que contrastaban con la mentalidad de la época. Un ejemplo del papel de las mujeres en este universo mostrado en los medios fue el de Amelia Elias, inmortalizada por Simone Signoret en la película Casque d'or (1952), de Jacques Becker, una prostituta que fue el centro de la lucha entre dos rufianes, Leca y Manda, en 1902.

## Cita delPetit Journaldel 20 de octubre de 1907

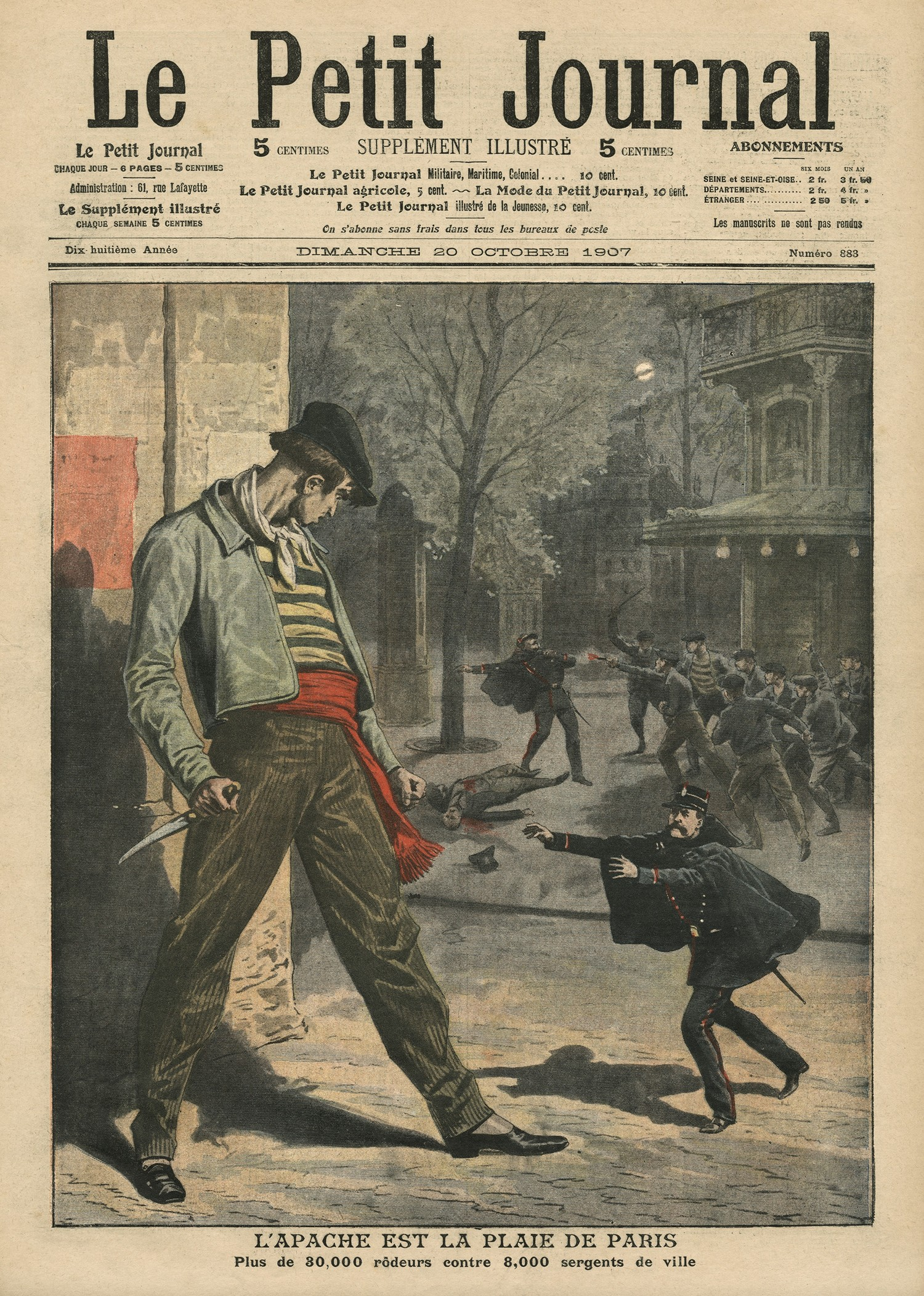
"El Apache es la plaga de París.
Más de merodeadores contra 8.000 policías."
Le Petit Journal. 20 de octubre de 1907.

"El apache es la plaga de París....en los últimos años, el crimen violento ha aumentado en proporciones increíbles. Hoy en día se estima en al menos 70000 el número de merodeadores - casi todos jóvenes de quince a veinte años - que aterrorizan a la capital. Y frente a ese ejército alentado al mal por debilidad de las leyes represivas y extraordinaria indulgencia de los tribunales, ¿qué hacemos... 8000 agentes en Paris, 800 para los suburbios y apenas 1000 inspectores para los llamados servicios de seguridad? Este personal, cuyo número apenas se ha modificado durante quince años, son absolutamente insuficientes para una población que en París más los suburbios llega a la enorme cifra de 4 millones de habitantes. Esto es lo que queríamos demostrar en la composición de manera artística y de manera muy sugestiva que es el tema de nuestro primer grabado."

## Origen
Le Petit Journal del 23 de enero de 1910 da esta explicación sobre el origen del término:

Fue en la estación de policía en Belleville donde por primera vez se aplicó este término para nuestros jóvenes bandidos de los suburbios. Esa noche, el secretario de la policía interrogó a un grupo de matones jóvenes que, desde hace algún tiempo, ensangrentaba Belleville con sus peleas y sus depredaciones sembrando el terror en todo el vecindario. Finalmente una redada de la policía permitió detener de una sola vez a toda la banda y sus integrantes, alrededor de una docena, fueron llevados a la comisaría. Mientras aguardaban el furgón celular que habría de transportarlos al centro de detención, se les hizo un primer interrogatorio. El líder de la banda, un joven "Terror" de dieciocho años, contestaba con un cinismo y arrogancia extraordinarios. Tranquilamente sus logros y los de sus compañeros, explicó con una especie de orgullo los medios empleados por él y sus secuaces para robar tiendas y sorprender transeúntes atrasados y adormecidos para aligerar sus bolsillos, así como las estratagemas que utilizó contra una banda rival con la que él y su familia estaban en lucha abierta. Hacía una descripción pintoresca, llena de satisfacción y tan salvaje de sus tropelías, que el secretario de la policía de repente se detuvo y exclamó: -¡Pero estos son verdaderos procederes de apaches! La palabra agradó al villano... apaches! Había leído en la infancia las historias turbulentas de Thomas Mayne Reid, de Gustave Aimard y Gabriel Ferry... sí... apaches! La sombría ferocidad de los guerreros del Far West era bastante comparable a la desplegada por los jóvenes que componen su banda... Ir de apaches! Cuando se produce la salida de los bribones de la cárcel - que no se demora, dada la indulgencia habitual de los tribunales - la banda se reconstituyó bajo las órdenes del mismo jefe, y se convirtió en los “Apaches de Belleville". El término hizo fortuna; pronto tuvimos tribus apaches en todos los barrios de París y así la palabra tomó su sentido definitivo y hoy en día es forzosamente de uso diario debido a que los apaches no permiten que pase un día sin oír hablar de ellos... Sólo se necesita que la palabra sea acogida en el diccionario de la Academia francesa

### El nombre
Mientras que muchos atribuyen la autoría de la denominación a los editores de los principales periódicos de la época que relataban los hechos de estos matones (Le Matin y  Le Petit Journal), otros ven en ella una apropiación del nombre hecha por los propios delincuentes, todavía impregnados de historias de los últimos y verdaderos apaches, como Geronimo, que aún en 1880 saqueaban, incendiaban y asesinaban para luego escapar de un país a otro a fin de evitar la represión. Siempre en fuga, nunca encarcelado.

## El fenómeno
La puesta en marcha de procesos judiciales importantes suele producir una suerte de fascinación para un segmento de la población, pero probablemente también se debe mencionar el papel de la gran prensa en París que no duda en poner en primer plano las "hazañas" de estas bandas y mantener esta sensación de inseguridad, que alimenta el fenómeno.

## Desaparición
La población de los suburbios, inicialmente aterrorizada por estas bandas, así como los dueños de cafés y de otros comercios, y los migrantes internos pobres que en París estaban prontos a ser asimilados a esos matones ante los ojos del pueblo, terminaron por liberarse de la presión de los periódicos y los esfuerzos de la policía. En 1920, se comenzó a abandonar a los apaches, probablemente también como resultado de las muchas pérdidas causadas por la Primera Guerra Mundial para este segmento de edad de la población. El término se utilizó, sin embargo, con el aumento del sentimiento antiestadounidense en 1923 para criticar la conducta de los estadounidenses en Francia, incluyendo peleas y expulsiones de clientes negros acusados de "prejuicios raciales" estadounidenses. Se llegó a afirmar, incluso, que Montmartre no es la colonia Apache.

## El "apache" en el tango argentino
En los primeros años del siglo XX, el vocablo se difundió en el argot policial en Argentina para aplicarlo a algunos delincuentes que, procedentes de Francia y principalmentalmente vinculados al proxenetismo, se asemejaban en su actividad y vestimenta a los apaches de aquel país, al mismo tiempo que la palabra también era usada por los letristas de tango de la época.
Algunos tangos de la época que mencionaban en sus títulos a los referidos personajes son: 
- El apache argentino (1913), de Manuel Aróztegui.
- El apache, de Mauricio Mignot.
- El apache porteño (1913), de Luis Berenstein.
- El rey de los apaches, de Alberto Bellomo.
- Apache uruguayo (1914), de Francisco Baldomir.
- El apache oriental (1912), de Enrique Delfino.
- El apache rosarino, de Federico Gallo.
- El apache argentino, de Celestino Reynoso Basavilbaso.[3][4]

### Estudios
- Laurent Cousin, Les Apaches : délinquance juvénile à Paris au début du XXe siècle, mémoire de maîtrise, Histoire, Paris 7, 1976, dactylographié, 102 f°.
- Gérard Jacquemet, « La violence à Belleville au début du siecle XX», en Bulletin de la société d'histoire de Paris et d'Île-de-France, 1978, p. 141-167.
- Michelle Perrot, « Les "Apaches", premières bandes de jeunes », en Les marginaux et les exclus dans l'histoire, Cahiers Jussieu n.º5, Université Paris 7, Christian Bourgois éditeur, « 10/18 », 1979. Artículo recogido en Les ombres de l'histoire. Crime et châtiment au siecle XIX, Paris, Flammarion, 2001.
- Michelle Perrot, « Des Apaches aux Zoulous... ou de la modernité des Apaches », en Enfance délinquante, enfance en danger : une question de justice, actes du colloque de la Sorbonne, Paris, 1 et 2 février 1995, Paris, ministère de la Justice, 1996, p.49-54.
- Pierre Drachline, Claude Petit-Castelli, Casque d'or et les apaches, Paris, Renaudot et Cie, colección Biographies, 1990, ISBN 2-87742-052-3.
- Marc Uhry, Paris aux Apaches (1902-1914). Exemple de construction d'une peur hallucinatoire du criminel moderne, memoria, IEP, Sciences politiques, Grenoble, 1994, dactilografiado, 103 y 65 f°.
- Catherine Coquio, « Le dernier des Apaches ou qui a peur à Paris vers 1900 ? », en Pierre Glaudes (dir.), Terreur et représentation, Éditions littéraires et linguistiques de l'université de Grenoble (ELLUG), 1996, p.63-82.
- Francis Démier, « Délinquants à Paris à la fin du XIX siecle», en Recherches contemporaines, n.º4, 1997, p. 209-240.

### Ensayos
- Edmond Locard, Contes apaches, Lyon, Éditions Lugdunum, 1934, 237
- Anonyme, « Délinquance et criminalité : regards sur le passé [les apaches, 1901-1905] », en Liaisons, n.º202, octubre de 1973, p. 14-17.
- Claude Dubois, Apaches, voyous et gonzes poilus : le milieu parisien du début du siècle aux années soixante, Paris, Parigramme, 1996, 140, ISBN 2-84096-062-1. Nouvelle édition revue, corrigée et augmentée : Paris Gangster. Mecs, macs et micmacs du milieu parisien, Paris, Parigramme, 2004, 206
- Servando Rocha, Apaches. Los salvajes de París, La Felguera, 2014.

- Datos: Q2747828
- Multimedia: Apaches (gang) / Q2747828